# Seri (geslacht)
Seri is een geslacht van insecten uit de familie van de Breedvoetvliegen (Platypezidae), die tot de orde tweevleugeligen (Diptera) behoort.

## Soorten
- S. dymka (Kessel, 1961)
- S. obscuripennis (Oldenberg, 1916)